# 小精靈 (摔角手)

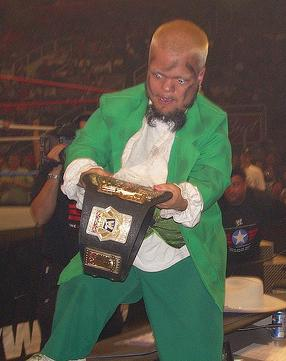
小搗蛋與WWF次重量級冠軍腰帶

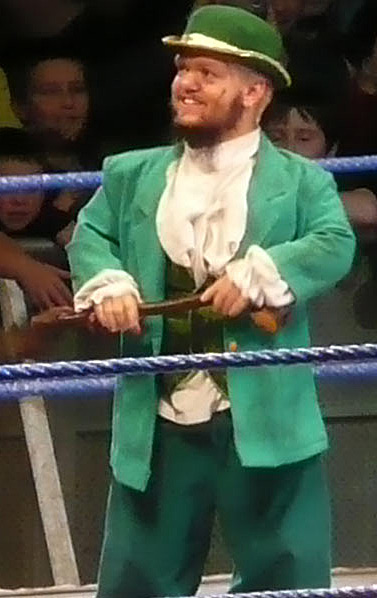
小搗蛋

小搗蛋（英語：Hornswoggle，1986年5月29日—），全名迪倫·波斯特爾（英語：Dylan Postl），曾是世界摔角娛樂（WWE）職業摔角選手及職業摔角選手經紀人，並在世界摔角娛樂節目WWE SmackDown中亮相。
在小搗蛋的摔角事業中，小搗蛋曾擔任WWE Raw的匿名總經理。小搗蛋曾是一次的WWE中重量級冠軍。小搗蛋曾與多位重量級職業摔角選手簽約，如：Finlay、D-Generation X（Triple H和Shawn Michaels）、Sheamus、Big Show、Titus O'Neil、Zack Ryder、Justin Gabriel、Brodus Clay等等。而現在小搗蛋旗下選手有The Great Khali。

## 布偶歷險記
小搗蛋是布偶歷險記的粉絲，而第一次被發現是因為在擔任匿名總經理期間安排布偶擔任WWE Raw萬聖節特別節目的主持人，而在Youtube的影片上可以知道小搗蛋擁有大型的布偶，而身上也有布偶圖案的刺青。

## 摔角招式
- Sweet Shin Music

此招原為摔角手尚恩·麥可的Sweet   Chin Music，chin的意思是下巴，但是小搗蛋的身高沒有辦法踢到下巴的位置，最多也只能踢到對手的小腿，於是就把chin改為shin（外小腿）。
- Tadpole Splash